# Зволле, Сандра
Сандра Корнелиа Зволле (нидерл. Sandra Kornelia Zwolle; род. 15 марта 1971 года, Херенвен, Нидерланды) — бывшая нидерландская конькобежка. Двукратная призёр чемпионата мира, а также пятикратная призёр Кубка мира. 2-кратная чемпионка Нидерландов и 11-кратная призёр..

## Спортивная карьера
Сандра Зволле родилась в городе Херенвен, где и начала заниматься конькобежным спортом в возрасте 6 лет. Тренировалась на базе клуба «Alkmaarsche IJsclub». В начале карьеры её преследовали проблемы со здоровьем (травма спины) и весом. Тренировалась под руководством Лена Пфроммера (нем. Leen Pfrommer).
С 1988 года выступала на чемпионате Нидерландов и дебютировала на юниорском чемпионате мира, а через год стала бронзовым призёром юниорского чемпионата мира в Киеве. В сезоне 1989/90 дебютировала на Кубке мира. В 1991 году Сандра заняла 2-е место в классическом многоборье на чемпионате Нидерландов, а в 1994 году в спринтерском многоборье. Тогда же на дебютном чемпионате мира в спринтерском многоборье заняла 20-е место.
В 1992 году Зволле стала принимать участие в марафонских забегах на Национальном чемпионате и неоднократно выигрывала Кубок KNSB. В 1995 году она решила посвятить себя спринту и на время оставила марафонские гонки, однако в 1999 году вернулась, но быстро завершила карьеру. В 1995 году на спринтерском чемпионате мира в Милуоки поднялась уже на 13-е место. В сезоне 1995/96 Зволле впервые выиграла дистанцию 1500 м на этапе Кубка мира в Осло, а также дважды попала на подиум на 1000 м. 
Первую медаль она добыла в 1996 году на чемпионате мира на отдельных дистанциях в Хамаре. 17 марта в забеге на 1500 м с результатом 2:05.26 она заняла 3-е место, уступив 2-е место спортсменке из германии Клаудии Пехштайн — 2:05.22, и 1-е из нидерландов Аннамари Томас — 2:04.46, .
В 1997 году завоевала серебряную медаль на индивидуальном чемпионате мира в Варшаве в забеге на 1000 м, уступив 1-е место своей подруге по команде Марианне Тиммер. В 1998 году участвовала на индивидуальном чемпионате мира в Калгари заняла только 13-е место на дистанции 1000 м, а на спринтерском чемпионате мира стала 16-й в многоборье.
На зимних Олимпийских играх в Нагано Зволле была заявлена для участия в забеге на 500 и 1000 м. 14 февраля в забеге на 500 м Зволле финишировала 17-й. 19 февраля в забеге на 1000 м, на ледовой арене М-Вейв она финишировал с результатом 1:19.29. В общем итоге Зволле заняла 15-е место. В 1999 году она стала третьей на чемпионате Нидерландов в забеге на 500 м и в марте после финала Кубка мира завершила карьеру спортсменки.

## Карьера после спорта
Сандра Зволле ещё во время спортивной карьеры с 1992 по 1995 год была сотрудником "Friesland Bank". После ухода из спорта с 2000 года стала аккредитованным консультантом по ипотеке в компании "GeldXpert Heerenveen BV", в котором проработала до 2012 года. С середины 2012 года стала финансовым помощником физических лиц в кооперативном банке "Rabobank". С 2020 по 2022 год прошла обучение в компании "NCOI Education" в области бизнес-администрирования и в настоящее время работает старшим финансовым консультантом по жилищным вопросам в банке "Rabobank Het Nieuwe Land".